# Çerkeş
Çerkeş ist eine Stadt und ein Landkreis der türkischen Provinz Çankırı. Der Ort liegt etwa 65 Kilometer nordwestlich der Provinzhauptstadt Çankırı und beherbergt mehr als die Hälfte der Landkreisbevölkerung (2020: 56,4 %). Die Bedeutung des Namens Çerkeş ist unklar, es gibt aber gesichert keinen Zusammenhang mit Çerkes (türkisch für „Tscherkesse“). In der Antike war der Name des Ortes Antinoupolis nach Antinoos, einem Günstling und vermutlich Geliebten des römischen Kaisers Hadrian.
Der Landkreis liegt im Westen der Provinz. Er grenzt im Nordosten in einem kleinen Stück an den Kreis Bayramören, im Osten an den Kreis Atkaracalar, im Südosten an den Keis Orta. Provinzüberschreitend grenzt er im Norden an den Kreis Ovacık sowie im Nordwesten an den Kreis Eskipazar (beide Provinz Karabük), im Westen an den Kreis Gerede (Provinz Bolu) und schließlich im Süden an den Kreis Kızılcahamam (Provinz Ankara).
Die Europastraße 80, die von Edirne über Istanbul kommend nach Erzurum und zur iranischen Grenze führt, durchquert den Landkreis von Westen nach Osten. Parallel dazu verlaufen eine Eisenbahnstrecke von Bartın am Schwarzen Meer kommend nach Kayseri sowie der Fluss Çerkeş Çayı, der weiter westlich in den Gerede Çayı mündet. Letzterer durchfließt den Landkreis im Norden. Ein Nebenfluss des Çerkeş Çayı ist etwa zwölf Kilometer südwestlich der Kreisstadt beim Ort Ağaca zum Akhasan Barajı aufgestaut. Eine Landstraße verbindet den Ort über den 1711 Meter hohen Pass Işıkdağ Gecidi mit Kızılcahamam im Süden. Weiter östlich zweigt von der E 80 eine weitere Verbindungsstraße über den 1473 Meter hohen Sacakbeli Gecidi nach Orta ab. Im Norden des Landkreises liegen die westlichen Ausläufer des Gebirges Ilgaz Dağları, im Süden der Işık Dağ. Höchste Erhebungen sind der Karataş Tepesi mit 1998 Metern südwestlich von Çerkeş und der Uzundere Tepesi mit 1724 Metern im Nordosten.
Der Landkreis ist der größte der Provinz und besteht neben der Kreisstadt noch aus einer weiteren Gemeinde (Belediye): Saçak mit 2535 Einwohnern. 49 Dörfer (Köy) mit durchschnittlich 98 Bewohnern vervollständigen den Kreis. Mit 298 Einwohnern ist Saraycık das größte Dorf. Die Bevölkerungsdichte erreicht mit knapp 12 Einwohnern je km² nicht einmal die Hälfte des Provinzdurchschnitts (gut 26 Einwohner je km²).